# Aermacchi MB.323
L'AerMacchi MB.323, denominato informalmente "Bipo", è stato un aereo da addestramento monoplano costruito dall'azienda aeronautica italiana Macchi nei primi anni cinquanta e rimasto allo stadio di prototipo. Realizzato per rispondere ad una specifica emanata dall'Aeronautica Militare, dopo la valutazione, peraltro conclusasi positivamente, non riuscì ad ottenere alcuna commissione ed il suo sviluppo venne definitivamente interrotto.

## Storia del progetto
Nei primi anni cinquanta del XX secolo l'Aeronautica Militare ritenne opportuno pianificare la sostituzione dell'aereo da addestramento statunitense North American T-6 Texan in uso all'epoca, da tempo presente nelle scuole di volo nel ruolo di addestratore di secondo periodo, o avanzato. Tali aerei erano stati ottenuti a basso costo come materiale surplus dopo il termine della seconda guerra mondiale, per ricostituire il parco velivoli compromesso dalle distruzioni avvenute durante il conflitto.
A tale scopo venne emessa una specifica relativa alla fornitura di un modello di similari caratteristiche in grado di sostituirlo, alla quale risposero l'Aeronautica Macchi, la Fiat Aviazione e la Società Rinaldo Piaggio proponendo rispettivamente l'Aermacchi MB.323, il Fiat G.49 ed il Piaggio P.150.
Il progetto fu affidato all'ingegnere Ermanno Bazzocchi, capo dell'ufficio tecnico della ditta, che vantava una buona esperienza nel campo degli addestratori, avendo già progettato tra gli altri l'Aermacchi MB.308. Il risultato fu un aereo di impostazione classica che riproponeva nelle linee essenziali quella del T-6 Texan, ma più moderno nella struttura e nelle soluzioni impiegate, un monomotore in configurazione traente di costruzione interamente metallica, configurazione alare monoplana con ala a sbalzo posizionata bassa sulla fusoliera, carrello d'atterraggio di tipo classico o biciclo, con i due elementi anteriori retrattili completati da un ruotino d'appoggio posteriore, cabina di pilotaggio a due posti in tandem dotata di doppi comandi ma dotata di una più ampia cappottina rispetto a quella del tipo da sostituire, che garantiva una migliore visibilità al pilota ed all'istruttore, caratteristica comune agli altri velivoli presentati.

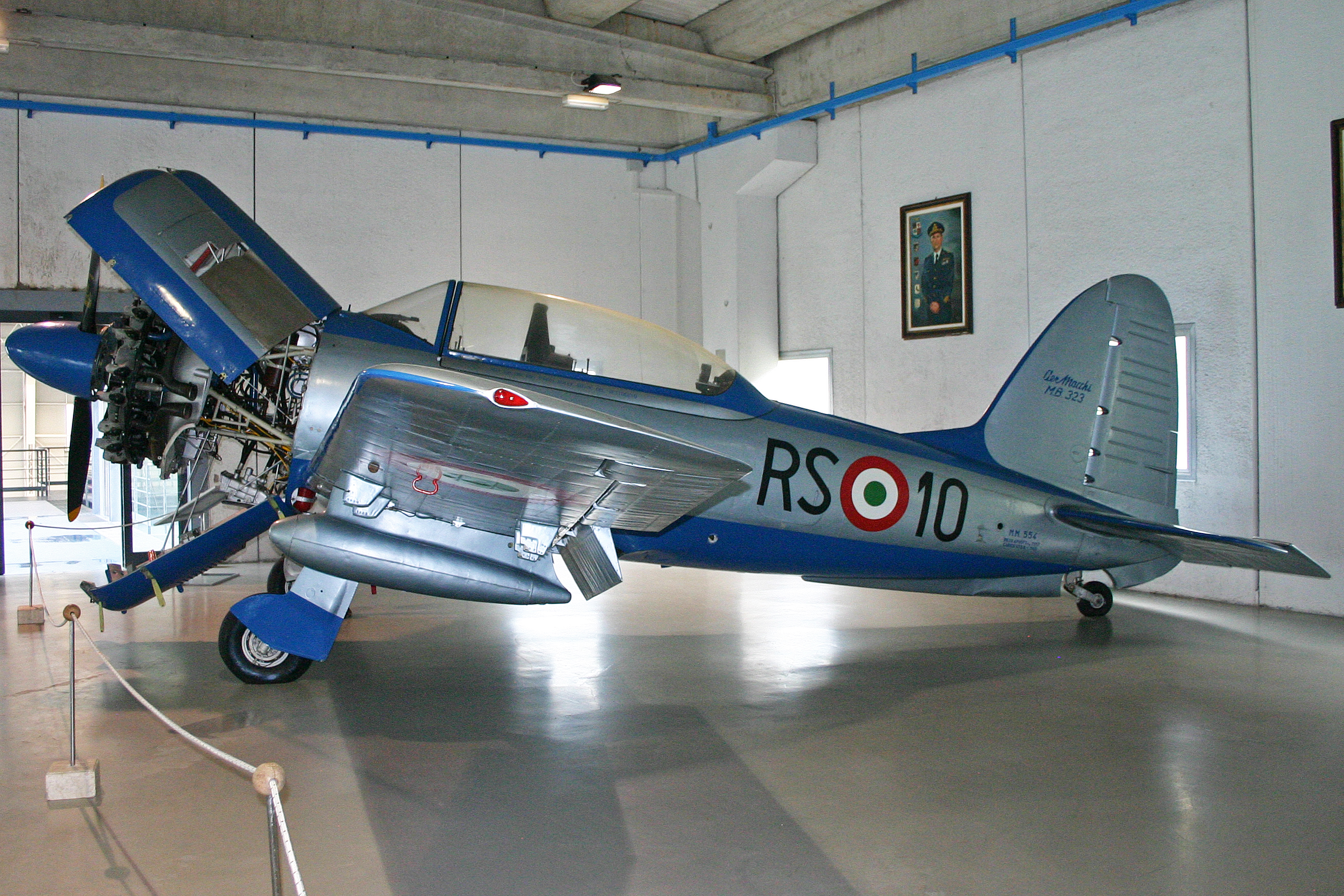
Il prototipo presso il Museo storico dell'Aeronautica Militare, con la cappottatura motore aperta.

Il prototipo fu completato nel 1952 e quindi preso in carico dall'Aeronautica Militare, gli venne pertanto assegnata la Matricola Militare 554 ed i codici RS-10 del Reparto sperimentale di volo, all'epoca basato sull'aeroporto di Guidonia, per la valutazione, ma malgrado questa riscontrasse la piena corrispondenza alle specifiche, questo velivolo e gli altri tipi testati, nonostante presentassero caratteristiche interessanti e più moderne, non risultarono particolarmente superiori al T-6 già ampiamente in uso, che montava lo stesso motore ed oltretutto continuava ad essere proposto ad un costo più basso sul mercato, per cui non si concretizzò infine alcun ordine per nessuno dei tipi in concorso.
Il velivolo venne comunque utilizzato per qualche tempo come aereo da collegamento presso il Reparto sperimentale, per poi finire accantonato in magazzino. Dapprima trasportato al Palazzo a Vela di Torino, a quel tempo destinato a diventare museo, oggi è conservato in esposizione al Museo storico dell'Aeronautica Militare di Vigna di Valle.

## Utilizzatori

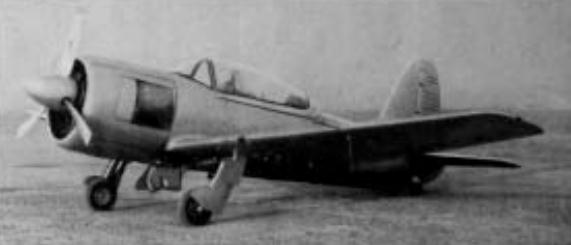
MB.323.

Italia
- Aeronautica Militare

utilizzato solo per prove di valutazione.